# Бреннан, Мюррей
Мюррей Бреннан (англ. Sir Murray Frederick Brennan, род. 2 апреля 1940, Onehunga, Окленд) — новозеландский хирург, онколог, исследователь рака и академик. С 1985 по 2006 год он был главой хирургического отделения Мемориального онкологического центра имени Слоуна-Кеттеринга в Нью-Йорке, США.

## Биография
Мюррей родился в пригороде Окленда Онехунга в 1940 году и сначала получил образование в начальной школе Онехунга. Бреннан учился в Университете Отаго, получив степень бакалавра наук в 1962 году и степень бакалавра медицины в 1964 году. Был игроком в регби и сыграл 12 матчей за Отаго с 1964 по 1965 год. Он также был президентом Ассоциации студентов Университета Отаго.
В 1967 году он был назначен ассистентом лектора по физиологии и хирургии в Отаго, а в 1970 году он переехал в Соединённые Штаты и провёл лабораторную и клиническую работу в больнице Питера Бента Бригама, Гарвардской медицинской школе и исследовательской лаборатории Джослина. После периода работы главой отделения хирургического метаболизма в Национальном институте онкологии, он стал руководителем службы лечения опухолей желудка и смешанных опухолей в Мемориальном онкологическом центре имени Слоуна-Кеттеринга (MSKCC) в Нью-Йорке в 1981 году. С 1985 по 2006 год он был заведующим отделением хирургии в MSKCC.
Бреннан является автором более 1000 публикаций и с 1985 года входит в редакцию Australian and New Zealand Journal of Surgery (австралийского и новозеландского журнала хирургии).
В 2020 году он стал соучредителем Dugri, где он работал с Джонатаном Льюисом, Йотамом Даганом и другими, чтобы помочь отточить разработку технологических платформ нового поколения для управления операционным стрессом и посттравматическим стрессовым расстройством.

## Награды и почести
Бреннан был удостоен звания почётного доктора наук (DSc) Университетом Отаго в 1997 году. В новогодних наградах 2015 года он был удостоен одной из высших наград Новой Зеландии, когда был назначен кавалером новозеландского ордена Заслуг за заслуги перед медициной.